# Nanostrangalia chujoi
Nanostrangalia chujoi là một loài bọ cánh cứng trong họ Cerambycidae.